# Can Vinyes (la Vilella Alta)
Can Vinyes és una obra de la Vilella Alta (Priorat) protegida com a Bé Cultural d'Interès Local.

## Descripció
És un edifici amb façana a dos carrer, la principal de les quals dona el carrer Major. Té planta baixa i dos piso, amb una coberta a dues aigües. La façana principal presenta tres obertures a la primera planta, constituïdes per balcons i finestres grans amb barana al segon pis. A més, hi ha un petit balcó a un nivell intermedi entre la planta baixa i el primer pis. Les parets són de pedra i morter i arrebossades i la porta té els muntants i l'arc de pedra, així com la resta de la cantonada. És l'element de més entitat formal dintre del conjunt d'edificis residencials del poble.

## Història
La construcció sembla haver format part del primer grup de cases del poble. La casa original tenia la porta més a sota d'on és ara i fou reformada i engrandida cap a la fi del segle xviii o principis del segle xix.